# Altemir Hausmann
Altemir Hausmann (født 5. december 1968) er en brasiliansk fodbolddommer, som dømmer i den brasilianske liga. Han blev FIFA-dommer i 2004, og dømmer som Linjedommer. Han har har dømt under VM 2010 hvor han var Linjedommer for Carlos Eugênio Simon fra Brasilien.